# Coleonyx elegans
Espèce
Synonymes
- Gymnodactylus scapularis 
Duméril & Duméril, 1851
- Coleonyx coleonyx Duméril, 1856

Statut de conservation UICN

 LC  : Préoccupation mineure
Coleonyx elegans est une espèce de geckos de la famille des Eublepharidae.

## Répartition
Cette espèce se rencontre au Salvador, au Guatemala, au Belize et dans le sud du Mexique.

## Description

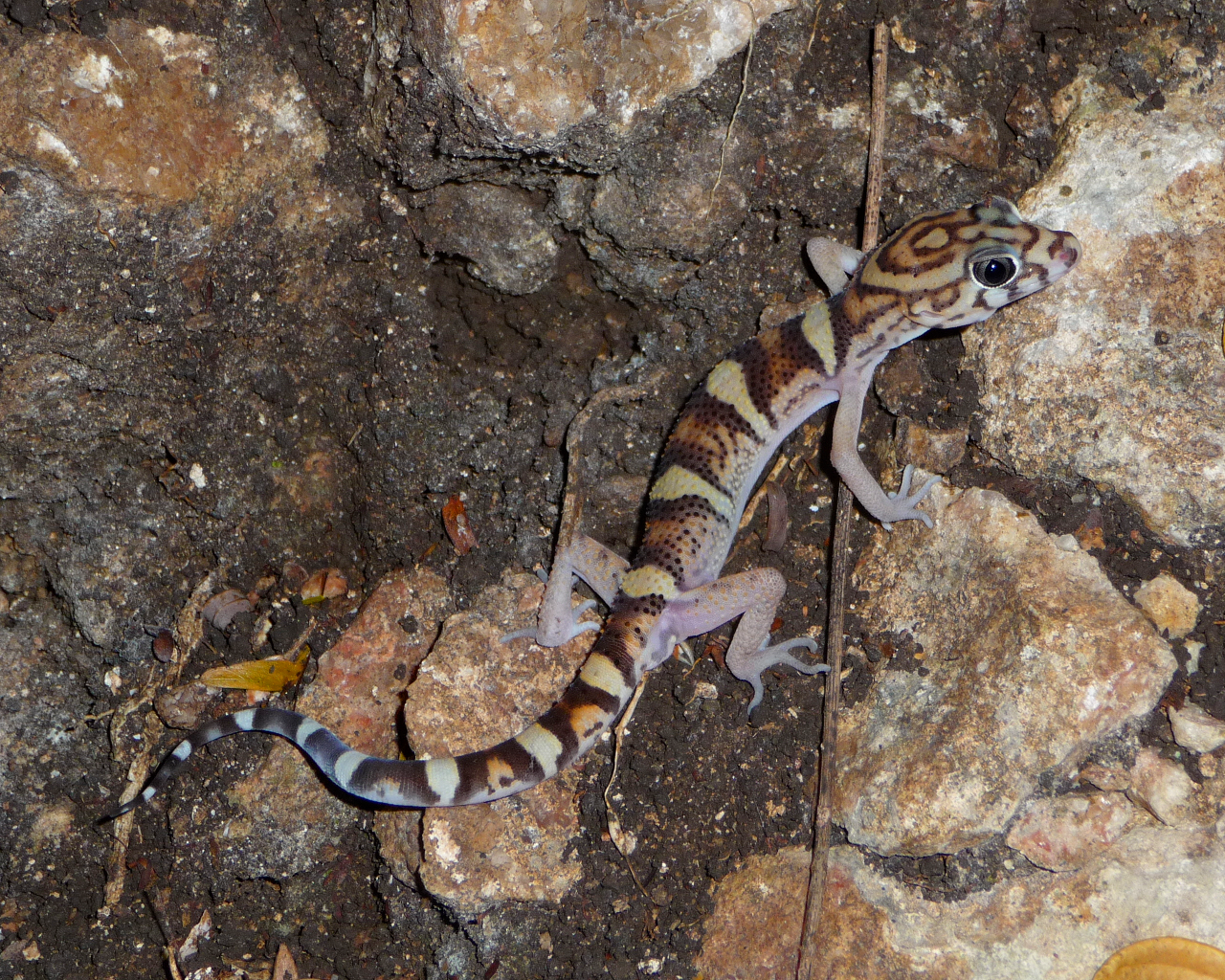
Coleonyx elegans

C'est un gecko nocturne et terrestre, il présente un aspect relativement trapu, avec une queue plutôt épaisse.
Les femelles sont en général un peu plus petites.

## Alimentation
C'est une espèce insectivore qui consomme la plupart des insectes et autres arthropodes de taille adaptée.

## Liste des sous-espèces
Selon The Reptile Database (7 septembre 2012) :
- Coleonyx elegans elegans Gray, 1845
- Coleonyx elegans nemoralis Klauber, 1945

## Publications originales
- Gray, 1845 : Description of a new genus of night lizards from Belize. Annals and Magazine of Natural History, ser. 1, vol. 16, p. 162-163 (texte intégral).
- Klauber, 1945 : The geckos of the genus Coleonyx with descriptions of new subspecies. Transactions of the San Diego Society of Natural History, vol. 10, n. 11, p. 133-216 (texte intégral).